# Варіації на тему «Ah vous dirai-je, Maman»
Дванадцять варіацій на тему «Ah vous dirai-je, Maman», К. 265/300e — фортепіанний твір Вольфганга Амадея Моцарта, складений, коли йому було близько 25 років (1781 або 1782). Ця композиція складається з дванадцяти варіацій на французьку народну пісню «Ah vous dirai-je, Maman» («Ах, розповім, тобі, мамо…»). Французька мелодія вперше з'явилася в 1761 році, і була використана для багатьох дитячих пісень.

## Стислі відомості
Композиція являє собою послідовність із 12 варіацій, що слідують за темою. Перші 10 варіацій йдуть у незмінному темпі, XI і XII мають позначення темпу Адажіо і Алегро відповідно.
Деякий час вважалося, що ці варіації були написані в 1778 році, в той час як Моцарт зупинявся в Парижі з квітня по вересень цього року, при цьому передбачається, що мелодія французької пісні, можливо, була почута Моцартом під час проживання у Франції. Виходячи з цього припущення, в хронологічному каталозі творів Моцарта композиція має два позначення — як К. 265 і К. 300е. Пізніший аналіз рукопису свідчить про те, що більш імовірною датою створення є 1781/1782 роки.
Варіації були вперше опубліковані у Відні в 1785 році.